# 만분율

만분율(萬分率) 또는 베이시스 포인트(영어: basis point, bp, 드물게 퍼 밀리아드로 사용되며 유니코드에는 퍼 텐 싸우전드)는 수를 10000과의 비로 나타내는 방법으로 기호는 ‱(U+2031)이다. 주로 금리를 나타낼 때 쓰인다.

## 정의
1 bp = 1‱ = 0.01% = 0.1‰ = 10−4 = 1⁄10000 = 0.0001
1% = 100 bp = 100‱
- 1 "MegaBip" = 10 bps = 1‰ (0.1%)
- 1 "UltraBip" = 100 bps = 1%
- 1 "GigaBip" = 1000 bps = 10%

## 같이 보기
- 백분율
- 천분율